# Lamasina
Lamasina is een geslacht van vlinders van de familie Lycaenidae, uit de onderfamilie Theclinae.

## Soorten
- L. draudti (Lathy, 1926)
- L. ganimedes (Cramer, 1775)